# Patrick Chêne
Pour les articles homonymes, voir Chêne (homonymie).
Patrick Chêne, né le 26 avril 1956 à Lyon (Rhône) , est un journaliste français qui a travaillé principalement sur France Télévisions, où il a notamment commenté le Tour de France entre 1989 et 2000.

## Biographie

### Débuts
Scolarisé brièvement au Lycée du Parc à Lyon, puis au lycée lyonnais Sainte-Marie Lyon, puis diplômé de droit, Patrick Chêne commence sa carrière journalistique en 1977 en tant que pigiste au Progrès de Lyon. Il passe aux dépêches, puis à la section sports du journal.

### Parcours à la télévision
En 1982, il entre au journal L'Équipe, puis en 1985 à la télévision sur Antenne 2 en tant que journaliste pour Stade 2.
Il a commenté le Tour de France de 1989 à 2000 en compagnie de Robert Chapatte, puis de Bernard Thévenet.
Patrick Chêne est nommé directeur des sports d'Antenne 2 et présente Stade 2 de 1992 à juillet 1995 juste avant Pierre Sled,  avant de passer au journal télévisé de 13 heures sur France 2 de 1995 à 1998. Il a ensuite été directeur du service des sports de France Télévisions de 1998 à 2000, succédant à Jean Réveillon.
De 1997 à 1999 il coanime le Téléthon avec Sophie Davant. Il coanime Les Trésors du monde avec Nathalie Simon en 1994.

### Fondateur-dirigeant de Sporever
Après avoir quitté France Télévisions en 2000, il fonde avec Jacques-Henri Eyraud le groupe Sporever, spécialisé dans l'édition et la production de contenus, et en devient le Président-directeur général.
Il a été également présentateur de l'émission Histoires de Sport sur Orange sport.

### Retour à la télévision
À compter de septembre 2010, Patrick Chêne prend le relais de Pierre Sled — également un ancien présentateur de Stade 2 — sur LCP-AN pour la présentation de Politique Matin, le « petit déjeuner politique » de la chaîne. Il est également producteur exécutif de l'émission.
À la rentrée 2012, Patrick Chêne crée une chaîne de télévision consacrée à l'actualité sportive, Sport365 où il anime l'émission Incognito.
En juillet 2015, Patrick Chêne annonce qu'il quitte Politique Matin et LCP-AN mais que l'émission continue.
Le 20 avril 2018, il est annoncé que Patrick Chêne arrive sur l'antenne de LCI pour la Coupe du monde de football de 2018. L'ancien journaliste sportif de France Télévisions animera deux émissions pour faire vivre aux téléspectateurs les avant et après-matches, entouré de consultants et de spécialistes.

### Arts et spectacles
En 2009, il écrit une pièce de théâtre, C'est pas gagné, dont les principaux interprètes sont sa fille Juliette et son gendre Jean-Charles Chagachbanian. Devant le succès des représentations, une tournée est organisée jusqu'en 2011.
Il a écrit quatre téléfilms dont un  policier dans la série Les Cinq Dernières Minutes : Un mort sur les pavés. L'action se déroule pendant le Paris-Roubaix et Patrick Chêne y apparaît dans son propre rôle.

### Vie privée
Patrick Chêne est le père de cinq enfants. L'une de ses filles, Juliette, est une actrice, connue notamment pour le rôle de Juliette Frémont dans le feuilleton Plus belle la vie. 
Sa nièce, Astrid Veillon, est également actrice, et connue surtout pour son rôle dans Quai numéro un. 
Il s'est installé dans le Vaucluse pour devenir vigneron en biodynamie, courant affilié à la pensée anthroposophe, et cultive des vignes près du Mont Ventoux.
Il est également dirigeant sportif, co-Président de l'USAP Basketball Avignon depuis 2020.
En 2017, il rend hommage au service public hospitalier, après avoir été soigné d'un cancer de la vessie,,.

## Parcours à la radio
Patrick Chêne a été dirigeant de radio. En effet, le 1er août 2002, la station de radio Sport O’FM, qui deviendra plus tard Europe 1 Sport, est mise en redressement judiciaire. Différents projets de reprise sont proposés et c'est le projet de Patrick Chêne du groupe Sporever avec Sport FM qui est retenu. Patrick Chêne revend cependant rapidement Sport FM au groupe Contact en août 2003.

## Anecdote
Il aurait dû être dans l'hélicoptère qui s'est écrasé sur une dûne le 14 janvier 1986 au Rallye Dakar... mais y a échappé miraculeusement, le chanteur Daniel Balavoine étant monté à sa place et ayant perdu la vie, à la suite de la promesse de Thierry Sabine de lui proposer un baptême en hélicoptère.

## Ouvrages
- A mon tour, éditions Robert Laffont, 1998  (ISBN 978-2221088159)
- Avec le Pr Michaël Peyromaure, Le Stade 2, éditions Plon,  2018

## Prix et récompenses
Patrick Chêne a reçu quatre Sept d'or en 1992 puis 1993, dont le Sept d'or du meilleur journaliste sportif 1994.